# Bortrifluorid
Bortrifluorid är en kemisk förening med formeln BF3. Det är en giftig gas med stark lukt som i kontakt med vatten eller vattenånga bildar borsyra och fluorborsyra.
{\displaystyle {\rm {4\ BF_{3}+3\ H_{2}O\rightarrow 3\ H_{3}BO_{3}+HBF_{4}}}}

## Framställning
Bortrifluorid framställs genom en reaktion mellan boroxid och fluorvätesyra.
{\displaystyle {\rm {B_{2}O_{3}+6\ HF\rightarrow 2\ BF_{3}+3\ H_{2}O}}}

## Användning
Bortrifluorid används inom halvledarindustrin för dopning, som katalysator inom organisk kemi och för att detektera neutroner i jonisationskammare. Det används också för att framställa diboran.